# Pathogenität

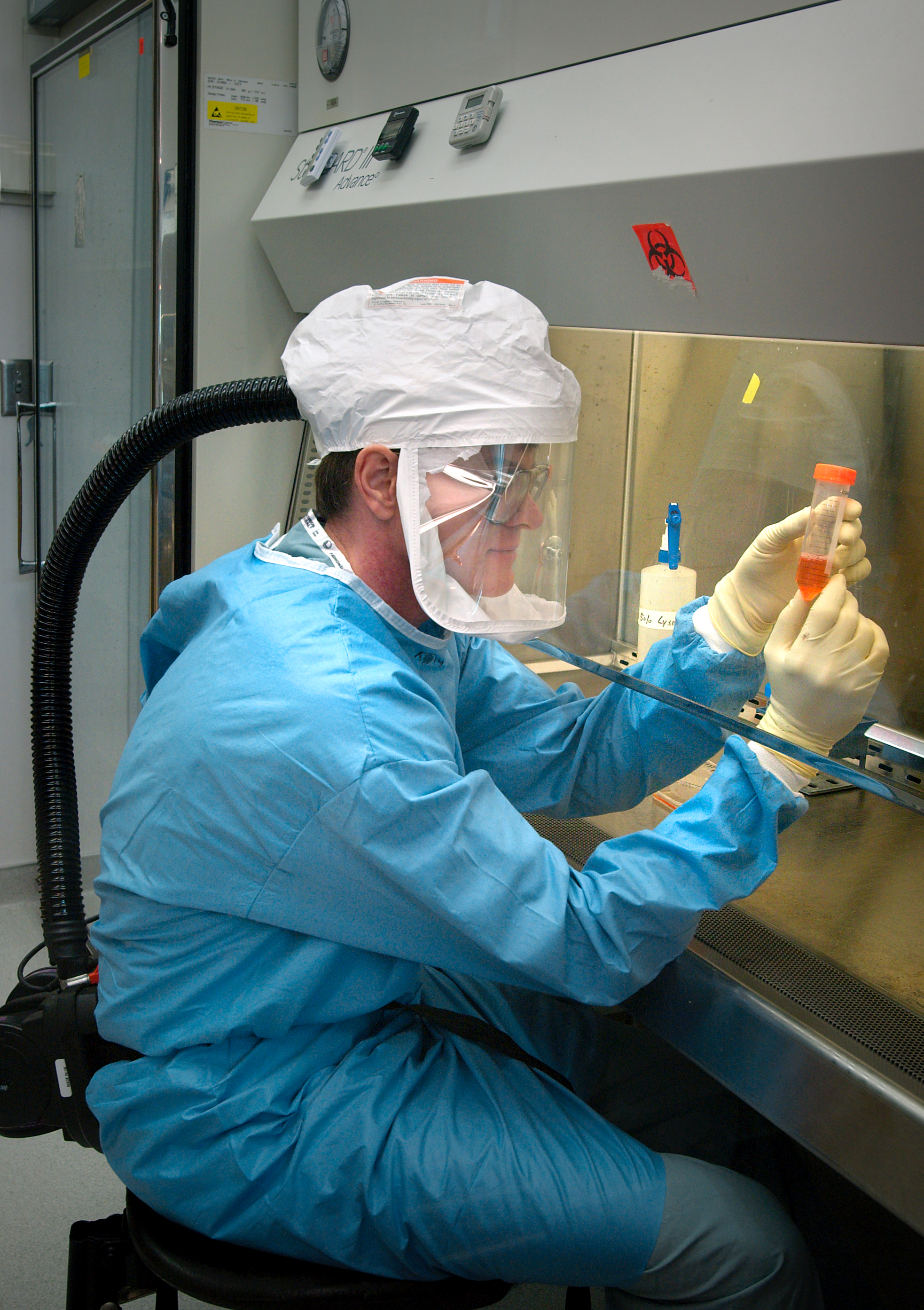
Arbeiten unter BSL-3

Pathogenität (retronymes Kofferwort aus griechisch πάθος pathos „Leiden, Krankheit“ und γένεσις genesis „Erzeugung, Geburt“, vgl. -genese) ist die Fähigkeit von Krankheitserregern und bestimmten chemischen Substanzen, z. B. von Toxinen, krankhafte Veränderungen im Organismus hervorzurufen. Das Ausmaß der Pathogenität, darunter ist die Vermehrungsfähigkeit von Krankheitserregern und die Intensität der Bildung von Toxinen zu verstehen, wird als Virulenz bezeichnet, ohne dass dafür ein einheitliches Maß definiert ist.
Krankheitserreger werden  synonym auch als Pathogene bezeichnet. Das Adjektiv dazu lautet pathogen (krankheitserregend, krank machend), das gegenteilige Adjektiv apathogen (nicht krankheitserregend, nicht krank machend, wie z. B. solche Bakterien, die im Organismus keine Krankheiten hervorrufen). Dieser Begriff hat aber ähnlich wie das Adjektiv pathogen eine allgemeinere Bedeutung als der Begriff Krankheitserreger, da auch schädliche Stoffe (Gifte) und ionisierende Strahlung, im Sinne von „Krankheitsauslöser“, als Pathogene bezeichnet werden.

## Eigenschaften
Pathogene werden nach ihrem Gefahrenpotential für den Menschen in vier Risikogruppen eingeteilt. Die Arbeit mit ihnen erfolgt in der entsprechenden biologischen Schutzstufe (engl. Biosafety Level), mit BSL-1 für Tätigkeiten mit apathogenen bis hin zu BSL-4 für Tätigkeiten mit hochpathogenen Erregern.
Im engeren Sinne bezeichnet Pathogenität die Fähigkeit eines Pathogens (eines parasitären Organismus wie Bakterien, Pilze, Protozoen oder Parasiten) oder parasitärer Moleküle (Viren, Viroide, Transposons, Prionen), einen bestimmten Wirt durch seinen Ressourcenerwerb zu schädigen. Ihr Gegenteil ist die Apathogenität, d. h. ein solcher Organismus oder Stoff fügt dem Wirt keinen Schaden zu, er ist für diesen apathogen. Die Pathogenität ist zwar in erster Linie eine Eigenschaft des Pathogens, entsteht jedoch erst im Kontakt mit einem Wirt. Die Pathogenität wird durch geschwächte Wirte, z. B. bei einer Infektion mit Pneumocystis carinii oder Cryptosporidium in Patienten mit Immunsuppression, verstärkt.

## Begleiterscheinungen
Weitere gelegentlich auftretende Eigenschaften sind Transmission (nicht aber bei Cryptococcus neoformans oder einigen Zoonosen), Adhäsion, Immunreaktionen des wirtseigenen Immunsystems, immunologische Fluchtmutanten, Mechanismen zur Immunevasion, eine Pathogenität durch die Immunreaktion (Immunpathogenese, z. B. die Zerstörung der Lymphknoten bei HIV, Arthus-Reaktionen bei Streptokokkeninfektionen oder die Tyrosis bei der Tuberkulose) und auch Verhaltensänderungen des Wirtes (z. B. Yersinia pestis bei Flöhen, Toxoplasma gondii bei Ratten, das Tollwutvirus bei diversen Säugern, der kleine Leberegel bei Ameisen oder Polydnaviren bei Schlupfwespenbeute). Die Eigenschaft zu töten (siehe Letalität und Mortalität) ist nicht bei allen Pathogenen gegeben, einige Beispiele hierfür sind humane Papillomviren, Herpesviren, Adeno-assoziierte Viren oder Rhinoviren.
Die Virulenz von Bakterien ist unter anderem von der Existenz von Toxin-Proteinen abhängig, die auch Bestandteil eines Toxin-Antitoxin-Paars sein können. Eine Assoziation von Virulenz mit einer gesamten Bakterienspezies ist nur dann sinnvoll, wenn es keine Stämme ohne Virulenz gibt.

## Koevolution
Eine Beobachtung bei der Pathogenese in natürlichen Wirten ist, dass an den Wirt angepasste Krankheitserreger ihm meist nicht sehr schaden, da sie ihn für ihre eigene Entwicklung benötigen und das Immunsystem durch Zellschäden und Apoptose aktiviert wird, was sich wiederum senkend auf die Viruskonzentration auswirkt. Die Vermeidung einer Immunreaktion erleichtert die Replikation und die Übertragung (synonym Transmission) an weitere Wirte. Beispielsweise erreichen Herpes-simplex-Viren eine Infektionsprävalenz (synonym Durchseuchung) von über 90 % der deutschen Bevölkerung mit wenig ausgeprägten Symptomen. Das simiane Immundefizienz-Virus erzeugt in seinen natürlichen Wirten kein AIDS, im Gegensatz zu HIV im Menschen. Dagegen löschen sich Infektionen mit Ebola-Virus im Menschen, nicht aber in ihren natürlichen Wirten, gelegentlich durch ihre hohe Virulenz selbst aus, bevor eine effiziente Transmission erfolgt, da der Wirt stark geschwächt ist und bald verstirbt, folglich ist sein Bewegungsradius und somit die Verbreitung des Virus begrenzt. Ein schwerer Infektionsverlauf mit hohem Sterberisiko (siehe Letalität und Mortalität) ist zumeist ein Anzeichen dafür, dass der verursachende Erreger noch nicht an den betreffenden Organismus als seinen Reservoirwirt angepasst ist. Jedoch ist der Übergang von Pathogenen mit einer hohen Replikation (und erzeugten Schäden) zu einer dauerhaften Infektionsprävalenz (Infect and persist, unter Vermeidung von Schäden) fließend. Anders ausgedrückt, neigen angepasste infektiöse Objekte zur Persistenz und einer regulierten Reproduktionsrate, während weniger angepasste Pathogene tendenziell zur vorzeitigen Beendigung der Infektionskette führen. Bakterien verwenden dazu unter anderem das Quorum sensing. Ausnahmen sind z. B. H5N1-Viren in Vögeln, Yersinia pestis und humane Pockenviren im Menschen, welche trotz längerem Vorkommen vergleichsweise hohe Opferzahlen fordern. Ebenso erfolgt eine Evolution im Wirt als Reaktion auf ein Pathogen. Diese Evolution wird in der Gen-für-Gen-Hypothese beschrieben. Die Anpassung erfolgt jedoch meistens seitens des Wirts, da die Pathogene mit ihren Artgenossen in Konkurrenz um Ressourcen stehen und ein weniger reproduktives Pathogen schneller untergehen würde. Daher tritt eine Minderung der Pathogenität bei Pathogenen vor allem in Verbindung mit einer erhöhten Reproduktionsrate auf.
Die Anpassung des Wirts an das Pathogen wird als Wirtsrestriktion oder Wirtsresistenz bezeichnet. Zu den bekannten antiviralen und antibakteriellen Restriktionsfaktoren gehören beim Menschen z. B. der Myxovirus-Resistenzfaktor Mx1, die PAMP-Rezeptoren, der dsRNA-aktivierte Inhibitor der Translation DAI, das Melanom-Differenzierungs-Antigen 5 (MDA-5), die Oligoadenylatsynthase OAS1, das Langerin, das Tetherin, das SAM domain and HD domain 1-Protein (SAMHD1), das RIG-I, das APOBEC3, das TRIM5alpha, die Proteinkinase R und die RNA-Interferenz. Darüber hinaus erfolgt die Immunantwort. Ohne Pathogene wäre die Evolution des Immunsystems nicht erforderlich. Pflanzen haben andere Mechanismen zur Abwehr von Pathogenen entwickelt.
Im Falle der vertikalen Infektion wird nach der Kontinuumshypothese eine Abnahme der Virulenz bei Zunahme des Anteils einer vertikalen Infektion (also von Eltern zu Nachkommen) vermutet.

### Kompromisshypothese
Die Kompromisshypothese (engl. trade-off hypothesis) geht davon aus, dass Virulenz eine unvermeidbare Folge der Transmission ist. Bei dem Erreger der Malaria Plasmodium sp. wurde eine Abnahme der Transmission bei erhöhter Virulenz beobachtet.

### Kurzsichtigkeitshypothese
Die Kurzsichtigkeitshypothese (engl. short-sighted evolution hypothesis) beschreibt Virulenz als unvermeidbare Folge der Mutation und Selektion eines Pathogens bei der Anpassung an seinen direkten Wirt, ohne Bezug zu weiteren und später möglichen Wirten. Als Beispiele werden Meningokokken, das Poliovirus und das HIV angeführt.

### Zufälligkeitshypothese
Die Zufälligkeitshypothese (engl. coincidental evolution hypothesis) vermutet eine Unabhängigkeit der Virulenz von der Transmission, d. h. die Virulenz entsteht aus anderen Gründen und ist nur ein Nebeneffekt. Beispiele sind die Toxin-bildenden Bodenbakterien Clostridium botulinum (bildet das Botulinumtoxin) und Clostridium tetani (bildet das Tetanustoxin), denen das Toxin in ihrem normalen Habitat keinen Vorteil erbringt.

## Einteilung nach Wirtsspektrum
Die Spezifizierung der Pathogenität kann durch die Art des Wirtes bezeichnet werden: Den Menschen betreffende Krankheitserreger werden als humanpathogen, Tiere betreffende als zoopathogen (tierpathogen), Pflanzen betreffende als phytopathogen (pflanzenpathogen) bezeichnet. Je nach der Fähigkeit, im Einzelfall tatsächlich eine Erkrankung auszulösen, unterscheidet man eine fakultative Pathogenität (nicht in jedem Fall pathogen oder nur unter bestimmten Umständen) und obligate Pathogenität (in jedem Fall krankheitsauslösend). Der Ursprung eines Pathogens kann außerhalb des Wirts liegen (exopathogen, die meisten Pathogene) oder aus dem Wirt selbst stammen (endopathogen, z. B. manche Prionen).
Seltener findet der Begriff Psychopathogenität im Zusammenhang mit umstrittenen Inhalten und Dogmen verschiedener Religionen und Ideologien Verwendung. In Analogie zur Pathogenität bezeichnet der Begriff hier die Eigenschaft derartiger Inhalte, „schädigend“ auf den Geist zu wirken.

## Einteilung nach Taxonomie
Die Gruppe der unbelebten Pathogene umfasst Prionen, Transposons, Retroelemente, Viroide und Viren. Belebte Pathogene kommen als Einzeller (Bakterien, Pilze und Protisten) und Mehrzeller (Parasiten) vor.

## Geschichte
Die Idee der Pathogenität von Mikroorganismen entstand am Ende des 18. Jahrhunderts. Damals wurde der Streit zwischen Kontagionisten, also Vertretern der Idee der ansteckenden Krankheiten, und Antikontagionisten zugunsten ersterer entschieden. Die Übertragbarkeit von Krankheiten durch pathogene Organismen wird seit dem Ende des 19. Jahrhunderts wissenschaftlich nicht mehr angezweifelt.